# Wereldkampioenschappen wielrennen 1959
De wereldkampioenschappen wielrennen 1959 werden gehouden op 16 augustus in Zandvoort, Nederland. De Fransman André Darrigade werd na ruim 292 kilometer fietsen de winnaar bij de wegrit van de profs. De Belgische Yvonne Reynders won de tweede editie van de vrouwenwedstrijd over 72 kilometer in één uur en 53 minuten.
De wedstrijd voor vrouwen vond echter niet plaats in Zandvoort, maar in het Belgische Rotheux-Rimière, ten zuiden van Luik. De wedstrijd werd twee weken voor de mannenwedstrijd verreden, op een ronde van vier kilometer die 18 keer afgelegd werd. De Luxemburgse titelverdedigster Elsy Jacobs raakte in de voorlaatste ronde opgehouden door een val. Ze wist nog aan te sluiten bij de eerste groep, maar werd in de sprint 15e. Beste Nederlandse was Wilhelmina van de Wal op de 16e plek.

## Uitslagen

### Mannen elite
| pos.   | renner                  | land                |
| ------ | ----------------------- | ------------------- |
| Goud   | André Darrigade         | Frankrijk           |
| Zilver | Michele Gismondi        | Italië              |
| Brons  | Noël Foré               | België              |
| 4      | Tom Simpson             | Verenigd Koninkrijk |
| 5      | Diego Ronchini          | Italië              |
| 6      | Ab Geldermans           | Nederland           |
| 7      | Friedhelm Fischerkeller | West-Duitsland      |
| 8      | Coen Niesten            | Nederland           |
| 9      | Jacques Anquetil        | Frankrijk           |
| 10     | Angelo Conterno         | Italië              |

### Mannen amateurs
| pos.   | renner             | land      |
| ------ | ------------------ | --------- |
| Goud   | Gustav-Adolf Schur | DDR       |
| Zilver | Bas Maliepaard     | Nederland |
| Brons  | Constant Goossens  | België    |

### Vrouwen
| pos.   | renner           | land                |
| ------ | ---------------- | ------------------- |
| Goud   | Yvonne Reynders  | België              |
| Zilver | Gaina Pouronen   | Sovjet-Unie         |
| Brons  | Vera Gorbatsjeva | Sovjet-Unie         |
| 4      | Renée Vissac     | Frankrijk           |
| 5      | Beryl Burton     | Verenigd Koninkrijk |
| 6      | Maria Lukshina   | Sovjet-Unie         |
| 7      | Millie Robinson  | Verenigd Koninkrijk |
| 8      | Sheila Holmes    | Verenigd Koninkrijk |
| 9      | Elfriede Vey     | DDR                 |
| 10     | Lily Herse       | Frankrijk           |

1921 · 
1922 · 
1923 · 
1924 · 
1925 · 
1926 · 
1927 · 
1928 · 
1929 · 
1930 · 
1931 · 
1932 · 
1933 · 
1934 · 
1935 · 
1936 · 
1937 · 
1938 · 
1946 · 
1947 · 
1948 · 
1949 · 
1950 · 
1951 · 
1952 · 
1953 · 
1954 · 
1955 · 
1956 · 
1957 · 
1958 · 
1959 · 
1960 · 
1961 · 
1962 · 
1963 · 
1964 · 
1965 · 
1966 · 
1967 · 
1968 · 
1969 · 
1970 · 
1971 · 
1972 · 
1973 · 
1974 · 
1975 · 
1976 · 
1977 · 
1978 · 
1979 · 
1980 · 
1981 · 
1982 · 
1983 · 
1984 · 
1985 · 
1986 · 
1987 · 
1988 · 
1989 · 
1990 · 
1991 · 
1992 · 
1993 · 
1994 · 
1995 · 
1996 · 
1997 · 
1998 · 
1999 · 
2000 · 
2001 · 
2002 · 
2003 · 
2004 · 
2005 · 
2006 · 
2007 · 
2008 · 
2009 ·
2010 · 
2011 · 
2012 · 
2013 · 
2014 · 
2015 · 
2016 · 
2017 · 
2018 · 
2019 · 
2020 ·
2021 ·
2022 ·
2023 ·
2024 ·
2025 ·
2026